# ノミネート
ノミネート（英語: nominate）とは、候補に推薦、登録、指名するということ。主に表彰ないしそれに類するものの候補に選ばれたときに用いられる。

## 概要
賞の選考過程の一部が公表されている場合、しばしばノミネートされたこと自体が栄誉となることもある。芥川賞や直木賞などの文学賞、流行語大賞のような賞の選考の際や、数次の審査を通じて限定された数の人々が選出されるような場合である。ノーベル賞の選考過程は公表されていないが、誰がノミネートされているかがしばしば噂される。
プロ野球などのオールスターゲームのファン投票では、投票の便宜のためにあらかじめ各球団のすべてのポジションについて1選手がノミネートされているが、完全なレギュラーメンバーといえる選手がいるポジションではない場合、球団の意向でノミネートする選手が選ばれる。このような場合、選手にとってノミネートされることは、球団の中で自分がどのように位置づけられているかを知るひとつの機会である。